# Rhapsody of Fire
A Rhapsody of Fire egy olasz szimfonikus power metal zenekar. Thundercross néven alakultak, amit még az első lemez kiadása előtt Rhapsodyra változtattak. Egészen 2006-ig ezt a nevet használták, ám szerzői jogi problémák miatt újra meg kellett változtatniuk, és Alex Staropoli billentyűs javaslatára lettek Rhapsody of Fire.
A zenekar hangzását kezdetektől két alapítója, Luca Turilli gitáros és Alex Staropoli billentyűs határozta meg. Epikus szimfonikus power metal zenéjük ötvözi a klasszikus zenét és barokk zenét a heavy metallal. A 2000-es években megjelent albumokon erősen érződik egyfajta filmzenei megszólalás, így a "Hollywood metal" és "filmzene metal" stílusmegjelöléssel is jellemzik őket.
Luca Turilli 1999-ben szólókarriert is elindított a Rhapsody mellett. 2006-ig három saját albuma jelent meg, majd 2011 augusztusában kilépett a Rhapsody of Fire-ból Patrice Guers basszusgitárral együtt, és Luca Turilli's Rhapsody néven alapítottak új zenekart. A Rhapsody of Fire új gitárosa Roberto De Micheli lett, míg az új basszusgitáros Oliver Holzwarth, a dobos Alex Holzwarth fivére lett.
2017-2018 között a zenekar majdnem klasszikus felállása (Alex Staropoli billentyűs a jelenlegi zenekari munkára való koncentrálás miatt távolmaradt) a Legendary Tales lemez megjelenésének húszéves jubileuma alkalmából egy búcsúturnéra indult Rhapsody néven, amelyen szinte  a teljes Symphony of Enchanted Lands lemezt eljátszották, kiegészítve az 1997-2002 közötti slágerekkel. A turné magyar állomása 2018 március 8.-án volt, Budapesten, a Barba Negra Music Clubban. A csapat turné után is együtt marad, Turilli/ Lione Rhapsody néven, új album is készült 2019-ben, ami a  Zero Gravity címet kapta. A Rhapsody Of Fire működését mindez nem érinti.

## Tagok
- Giacomo Voli – ének (2016 - napjainkig)
- Alex Staropoli – billentyűs hangszerek (1993–napjainkig)
- Alessandro Sala – basszusgitár (2015-napjainkig)
- Roberto De Micheli - gitár (2011–napjainkig)
- Manu Lotter – dobok (2016-napjainkig)

Korábbi tagok
- Cristiano Adacher – ének (1993–1995)
- Andrea Furlan – basszusgitár (1993–1995)
- Daniele Carbonera – dobok (1993–1999)
- Alessandro Lotta – basszusgitár (1995–2002)
- Luca Turilli – gitár (1993–2011)
- Dominique Leurquin – ritmusgitár (2000-2011)
- Patrice Guers – basszusgitár (2003–2011)
- Fabio Lione - ének (1995 - 2016)
- Alex Holzwarth – dobok (2000–2016)
- Tom Hess – gitár (2010–2013)
- Oliver Holzwarth – basszusgitár (2011–2014)

Vendégek
- Manuel Staropoli - barokk stúdiófelvételek (1997–), dalszerzés (2013–)
- Sir Jay Lansford – narrátor, 1997-2002
- Christopher Lee – narrátor, ének, 2004, 2007
- 'Thunderforce' – dob, 2000-2002
- Sascha Paeth – basszusgitár a Legendary Tales és a Power of the Dragonflame albumokon
- Robert Hunecke 'Rizzo' – basszusgitár a Legendary Tales albumon

A 2017-18-as Rhapsody búcsúturné felállása (2019-től 2023-ig Turilli/Lione Rhapsody)
- Fabio Lione - ének
- Alex Holzwarth – dobok
- Patrice Guers – basszusgitár
- Luca Turilli – gitár, billentyűs hangszerek
- Dominique Leurquin – gitár

## Diszkográfia
Thundercross néven:
- Land of Immortals (1994) – demo

Rhapsody néven:
- Eternal Glory (1995) – demo
- Legendary Tales (1997)
- Symphony of Enchanted Lands (1998)
- Dawn of Victory (2000)
- Rain of a Thousand Flames (2001)
- Power of the Dragonflame (2002)
- Tales from the Emerald Sword Saga (2004) – válogatás
- The Dark Secret (2004) – EP
- Symphony of Enchanted Lands II: The Dark Secret (2004)
- Live in Canada 2005: The Dark Secret (2006) – koncert

Rhapsody of Fire néven:
- Triumph or Agony (2006)
- Visions from the Enchanted Lands (2007) – DVD
- The Frozen Tears of Angels (2010)
- The Cold Embrace of Fear – A Dark Romantic Symphony (2010) - EP
- From Chaos to Eternity (2011)
- Live - From Chaos to Eternity (2013) - koncert
- Dark Wings of Steel (2013)
- The Eighth Mountain (2019)
- Glory for Salvation (2021)[1]

Turilli/Lione Rhapsody néven:
- Zero Gravity (2019)